# Ramat Magshimim
Ramat Magshimim (tiếng Hebrew: רָמַת מַגְשִׁימִים, thắp sáng "Chiều cao ngâm mưa") là một khu định cư của Israel và moshav ở phía nam Cao nguyên Golan, thuộc chính quyền của Israel. Năm 2017 nó có dân số 634 người. [1]
Cộng đồng quốc tế coi các khu định cư của Israel ở Cao nguyên Golan là bất hợp pháp theo luật pháp quốc tế.

## Lịch sử
Khu định cư là một trong những khu đầu tiên ở Cao nguyên Golan và là khu định cư tôn giáo đầu tiên. Cộng đồng được thành lập vào năm 1968, ban đầu sống trong những ngôi nhà bỏ hoang ở Fiq. Sau tám tháng, họ chuyển đến một trại quân đội Syria bị bỏ hoang gần vị trí hiện tại, trước khi di chuyển trở lại vào mùa hè năm 1972. Vào thời điểm đó, Cao nguyên Golan là một phần của Chính quyền Quân sự Israel; năm 1981, khu vực Golan bị Israel đơn phương sáp nhập, bãi bỏ hệ thống chiếm đóng quân sự và áp đặt sự cai trị dân sự của Israel đối với khu vực này.